# Outjo
Outjo (Otjiherero: pequenas colinas; por vezes grafado Outjô) é uma cidade com cerca de 6 000 habitantes na Região do Kunene no norte da Namíbia. A cidade é a capital do distrito de Outjo Constituency e é conhecida como uma das principiais entradas do Parque Nacional Etosha.

## Descrição
A cidade foi fundada por colonos alemães que em 1897, sob o comando do coronel  Theodor Leutwein, estabeleceram no local uma pequena base militar destinada a apoiar a exploração da região da bacia do rio Cunene no norte do território do então Sudoeste Africano Alemão, a actual Namíbia.
A cidade ficou ligada à campanha de submissão dos povos da então denominada Ovambolândia, liderada pelo major Victor Franke, a qual é recordada na cidade por um museu dedicado à temática (Franke Haus Museum).
Um monumento inaugurado em 1933, conhecido como o Monumento de Naulila (Naulila-Denkmal), comemora a expedição contra o forte português de Naulila em Angola, liderada pelo major Viktor Franke em outubro de 1914, que deu origem ao combate de Naulila, organizada para vingar aquilo que os alemães da colónia consideraram como o «massacre» de uma delegação, chefiada pelo administrador imperial de Outjo dr. Hans Schultze-Jena, que entrara em Angola para, em nome do governo da colónia, negociar com as autoridades portuguesas um acordo de reabastecimento e de encaminhamento do correio face ao corte de comunicações imposto pelos britânicos da União Sul-Africana no contexto da Grande Guerra.
Nas proximidades da cidade existe a gruta de Gamkarab, conhecida pelas suas estalactites e estalagmites pela sua riqueza em pietersite. A gruta fica em terreno privado e não está aberta ao público.
A cidade de Outjo é governada por um conselho municipal composto por sete membros.
Outjo é a principal entrada para o Parque Nacional Etosha, situada na Estrada C38, a cerca de 90 km a sudoeste da entrada sul do parque, a Anderson Gate. Outjo é também a última cidade antes da entrada na Damaralândia (pela C39 em direcção a Khorixas) e no Kaokoaveld (pela C40 em direcção a Kamanjab). A cidade é servida por um aeródromo capaz de receber aviões de pequeno porte, situado a cerca de 10 km do seu centro. Outjo é o término de um ramal ferroviário do sistema ferroviário da Namíbia (TransNamib), mas actualmente não tem serviço regular.

## Curiosidades
Outjo é a cidade de nascimento do baterista Afro-Brasileiro Aquiles Priester, conhecido pela participação em grandes bandas, como Angra, Hangar e mais recentemente tocando na carreira solo do Edu Falaschi. 